# Władysław Mikrut
Władysław Mikrut (ur. 12 lutego 1908 w Wiewiórce, zm. 1 kwietnia 1991 w Dobrczu) – polski lekkoatleta specjalizujący się w rzucie oszczepem.

## Życiorys
Reprezentant Sokoła Koronowo (1927-30) oraz Sokoła Bydgoszcz (1931-39).
Pięciokrotnie stawał na podium mistrzostw Polski seniorów zdobywając złoto w 1930 roku, srebro w 1933 oraz brąz w 1931, 1932 i 1935 roku.
W latach 1929–1933 dziesięć razy bronił barw narodowych w meczach międzypaństwowych. 1929 r. Polska-Czechosłowacja, 1930 r. Włochy-Polska - drugie miejsce z wynikiem 57,46 m, 1933 r. Polska-Czechosłowacja - trzecie miejsce z wynikiem 58,19 m, Polska-Węgry w Katowicach - drugie miejsce wynikiem 59,22 m i drugie miejsce w meczu Polska-Belgia wynikiem 57,45 m. W 1935 r. ustanowił rekord Pomorza wynikiem 63,20 m.
W 1930 i 1932 trzykrotnie poprawiał rekord Polski. Rekordy życiowe: rzut oszczepem – 65,14 (24 lipca 1932, Poznań); skok o tyczce – 3,30 (15 września 1929, Bydgoszcz). Powołany do kadry narodowej na Igrzyska Olimpijskie w Berlinie w 1936 r. Niestety na dwa tygodnie przed zawodami doznaje kontuzji łokcia i w konsekwencji nie bierze w nich udziału.
W okresie drugiej wojny światowej, walczył w kampanii wrześniowej w 66 Kaszubskim Pułku Piechoty im. Marszałka Józefa Piłsudskiego (66 pp), dostał się do niewoli, skąd zbiegł. Ukrywał się w Wiewiórce koło Dębicy. Tu zostaje żołnierzem ZWZ-AK wraz z synem hrabiego Łubieńskiego.
Brat oszczepników Albina i Franciszka. Bracia Franciszek, Władysław i Albin Mikrutowie byli lekkoatletami osiągającymi liczne sukcesy. By uczcić ich pamięć nadano hali widowiskowo-sportowej w Koronowie imię Braci Mikrutów. Co roku w Koronowie odbywają się również biegi im. Braci Mikrutów.